# Động vật Kosher

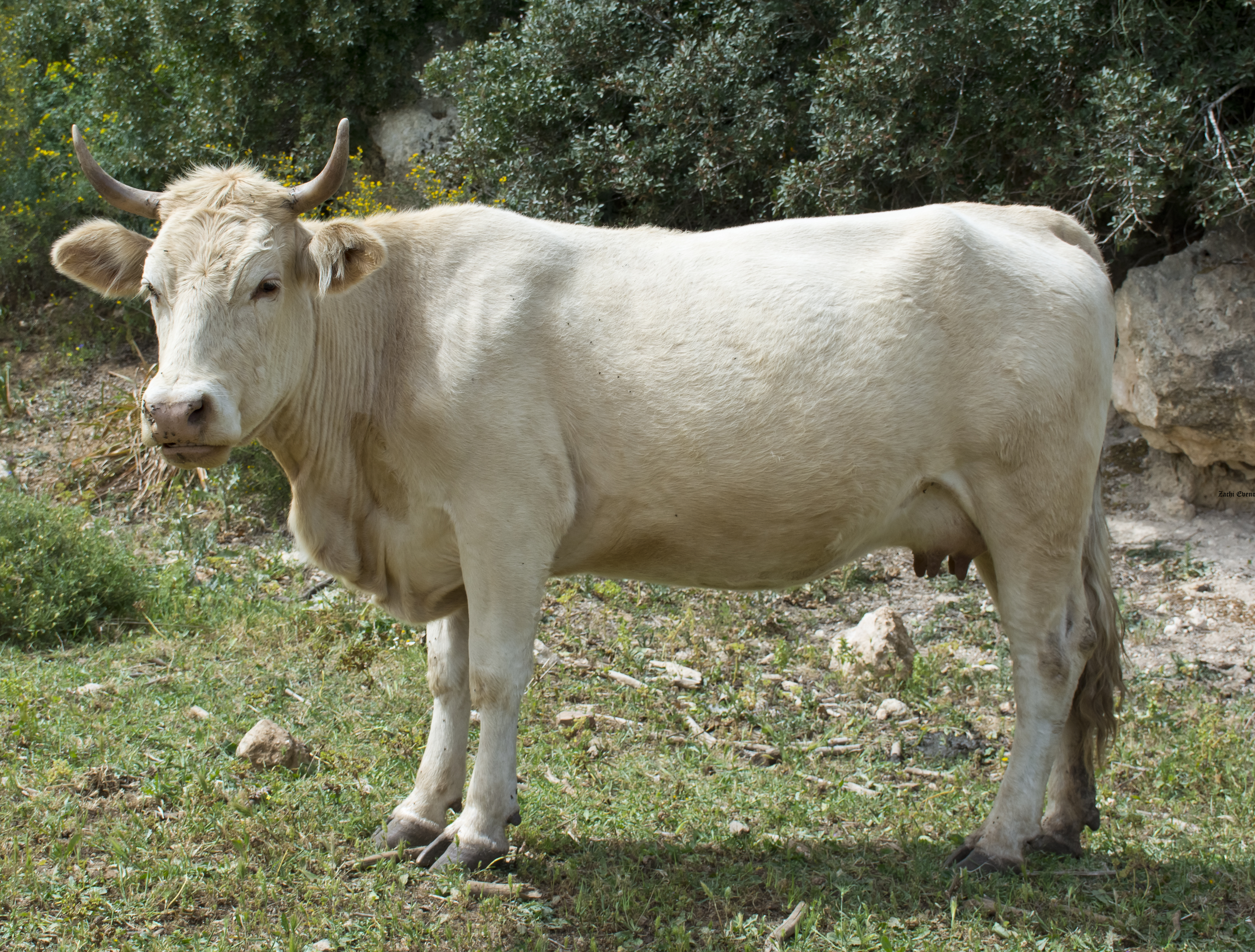
Một con bò ở Israel, bò là động vật nhai lại, móng chẻ, sừng, chỉ ăn cỏ, vì vậy, chúng được người Do Thái xem là thanh sạch (Kosher) để được phép ăn

Loài vật Kosher hay còn gọi là loài vật thanh sạch hay loài vật thanh khiết (tiếng Do Thái: סימני כשרות בבעלי חיים/tiếng Anh: Kosher animals) là các loại động vật theo quan điểm của người Do Thái là có chứa đựng các yếu tố mà có sự phù hợp hoặc tuân thủ các quy định của luật Kashrut để được coi là thực phẩm Kosher dành cho người Do Thái. Những luật lệ về chế độ ăn uống xuất phát từ nhiều đoạn kinh khác nhau trong kinh Torah với nhiều sửa đổi, bổ sung và làm rõ thêm vào các quy tắc này của Halakha. Nhiều quy tắc khác liên quan đến các loài vật được nhắc đến bao gồm trong các 613 điều răn.
Trong số những quy định phức tạp này, nhiều loài động vật được xác định khá rõ ràng, nhưng một số loài vật khác chỉ được xác định trên nguyên tắc loại suy, ngoài ra, những ghi chép của các cổ văn và luận giải của các nhà quản giáo đôi khi có sự chưa rõ ràng, mâu thuẫn với nhau hoặc bị thất lạc, hư hỏng, chính vì vậy còn khó khăn trong việc thẩm định và lập danh sách các loài được xem là động vật thanh sạch để được phép ăn, nhất là trong việc định danh khoa học đối với chúng trên quan điểm hiện đại. Trái ngược lới loài thanh sạch (Kosher) là loài vật ô uế, tất cả những loài này đều được đề cập đến trong Kinh Thánh của người Do Thái

## Tổng quan
Thức ăn Kosher là những ẩm thực món ăn và đồ ăn thức uống phù hợp với các quy định về luật ăn uống của người Do Thái gọi là kashrut (luật chế độ ăn uống Do Thái), xuất phát từ lề luật Do Thái trong sách Lê vi và Sách Đệ Nhị Luật. Thức phẩm có thể được tiêu thụ theo luật Halakha (luật pháp Do Thái) được gọi là kosher ( /koʊʃər/) trong tiếng Anh, từ cách phát âm của người Do Thái Ashkenazi của thuật ngữ tiếng Hebrew là kashér (כָּשֵׁר,  /kɑːʃɛər/), nghĩa là "phù hợp" (trong ngữ cảnh này, phù hợp ở đây có nghĩa là phù hợp để tiêu dùng). Kinh thánh Torah của người Do Thái chỉ cho phép ăn động vật trên cạn đồng thời là động vật nhai lại và có móng chẻ.. Cá được yêu cầu phải có vảy và vây (ví dụ như trừ cá da trơn). Thánh thư Torah cho phép ăn cá sống ở "trong nước" (biển và sông) mà phải có cả vây và cả vảy cá Kinh thư Torah của người Do Thái cấm ăn những thứ bò trườn trên mặt đất (Hebrew: sheqets) có cho phép ăn những con côn trùng như bốn chân gồm hai loại châu chấu, bọ cánh cứng / Dế mèn, và con cào cào.
Kashrut còn gọi là kashruth hoặc kashrus כַּשְׁרוּת) là một bộ luật tôn giáo quy định việc ăn uống của người Do Thái. Thực phẩm mà có thể sử dụng được theo halakha (luật Do Thái) được gọi là kosher hay kashér (כָּשֵׁר), nghĩa là "phù hợp", hợp quy (trong ngữ cảnh này, phù hợp để sử dụng). Trong nhiều luật cấu thành nên kashrut là cấm tiêu thụ một số động vật (chẳng hạn như thịt heo, động vật có vỏ (cả động vật thân mềm và động vật giáp xác)) và hầu hết côn trùng, với ngoại lệ là bốn loài châu chấu gọi chung là châu chấu Kashor, hỗn hợp thịt trộn với sữa, và giới luật quy định việc giết mổ chim muông phải tuân thủ theo một quy trình được gọi là shechita, những lý do thuộc về triết học, thực hành và vệ sinh
Một số quy tắc khác như Kinh thư Talmud và sư phụ Yoreh De'ah khuyên rằng ăn thịt mà ăn chung với thịt cá thì sẽ bị Tzaraath. Người Do Thái chính thống theo lề luật nghiêm túc thì họ sẽ kiêng kỵ để tránh kết hợp cả hai thịt và thịt cá.. Vì những lý do rõ ràng chính đáng, Kinh thư Talmud của người Do Thái bổ sung thêm vào các quy định trong kinh thánh về một lệnh cấm tiêu thụ động vật có tẩm chất độc. Tương tự như vậy, sư phụ Yoreh De'ah cấm uống nước, nếu nước đó đã được để lại qua đêm và được phát hiện ở một khu vực có thể có con rắn, trên cơ sở một con rắn có thể đã để lại nọc độc nguy hiểm của nó trong nước. Ở khu vực không có bất cứ dấu hiệu gì đáng nghi ngờ về những con rắn, thì không áp dụng lệnh cấm này (tosafos, beitzah 6a). Một trong các lề luật chế độ ăn uống chính của Kinh thánh là cấm ăn máu vì "sự sống [đang] ở trong máu" và hai lần trong sách Lêvi và trong Sách Đệ Nhị Luật. Do đó theo luật lệ ẩm thực Do Thái thì người Do Thái thực hành tôn giáo hổng có ăn huyết canh hay tiết canh. Bộ Mã Tư Tế cũng cấm ăn một số loại chất béo nhất định (chelev) từ các động vật trên cạn được sử dụng để làm Động vật hiến tế (gia súc, cừu, dê), vì mỡ là phần thịt được dâng lên cho Thiên Chúa (bằng cách đốt mỡ trên bàn thờ).

## Các loài vật

### Vật trên cạn
Trong Kinh thánh Do Thái giáo, cả Leviticus 11: 3-8 và Phục truyền 14: 4-8 đều đưa ra một bộ quy tắc chung để xác định loài động vật trên cạn nào (tiếng Do Thái: בהמ/Tour Behemoth) được xem là đã làm sạch theo nghi thức. Theo đó, bất cứ thứ gì "nhai lại" và có một cái móng chẻ hoàn toàn đều được xem là loài thanh sạch theo nghi thức, nhưng những con vật đó mà chỉ có một trong hai tính chất hoặc chỉ nhai lại hoặc chỉ có móng guốc cũng là loài ô uế. Không giống như Leviticus 11: 3-8, Phục truyền luật lệ ký 14: 4-8 cũng nêu tên rõ ràng 10 loài động vật được coi là thanh sạch:
- Con bò
- Con cừu (chiên/trừu)
- Con dê
- Con nai
- Linh dương Gazelle
- Linh dương nói chung

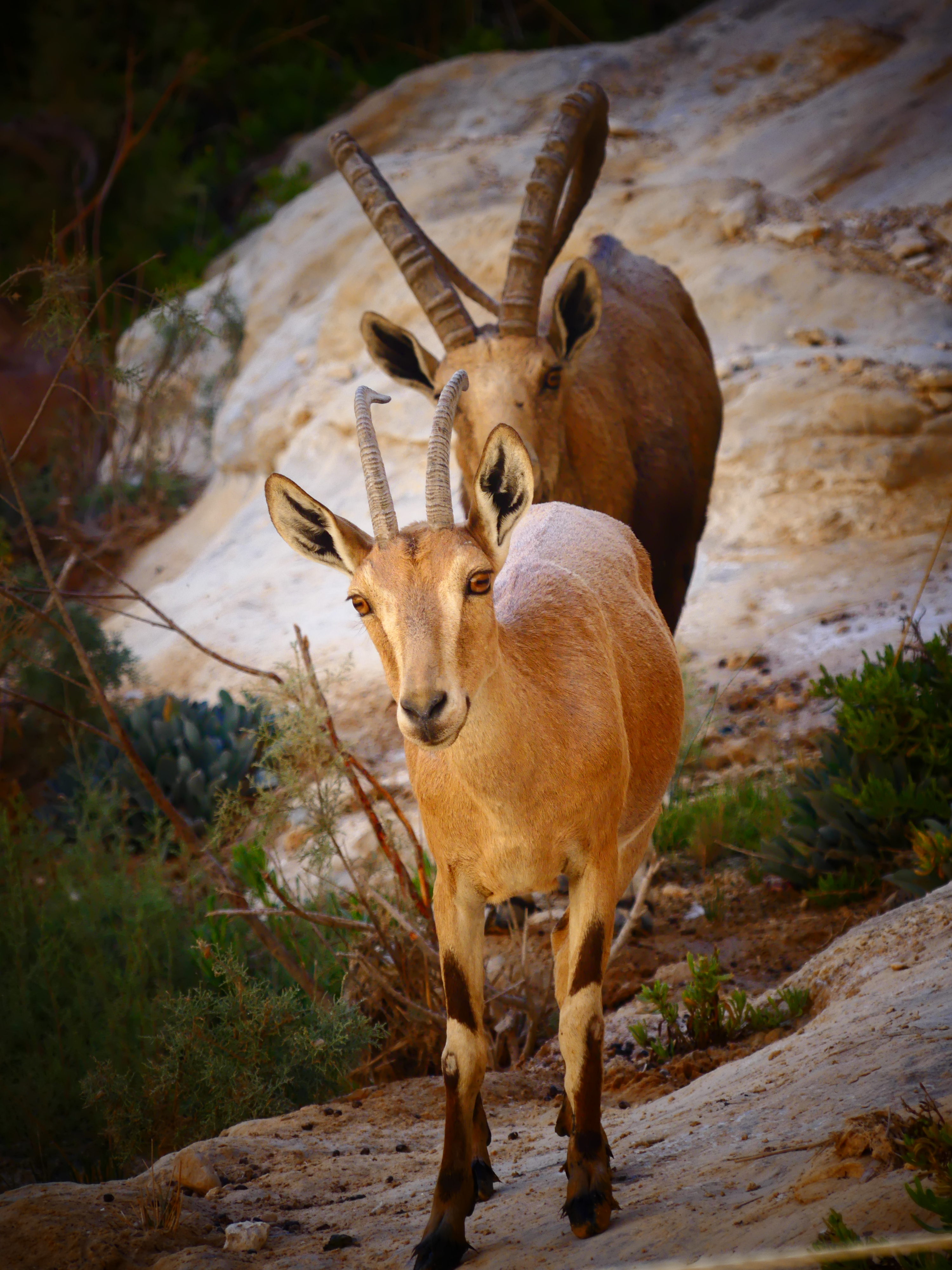
Linh dương Gazelle

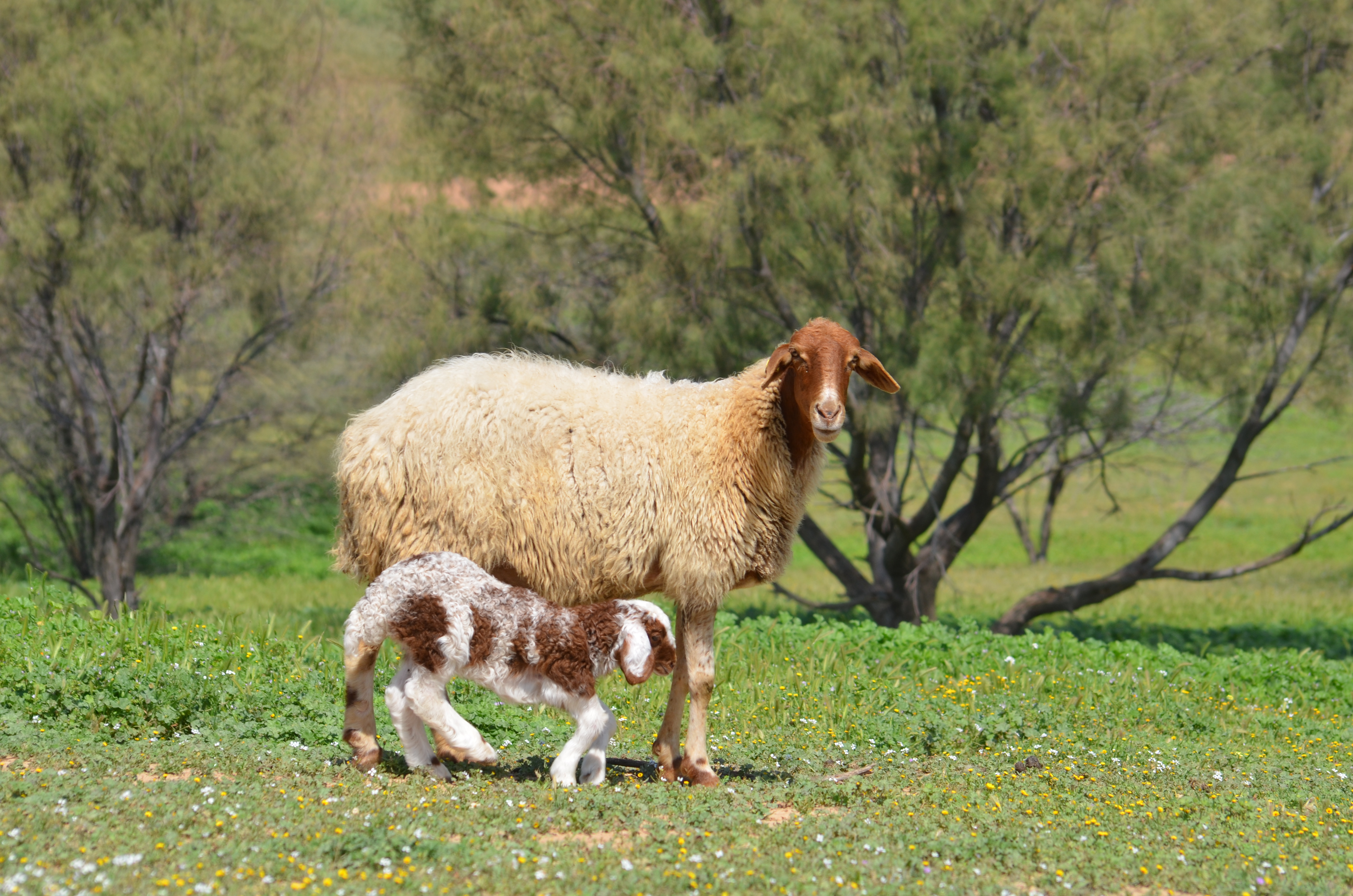
Cừu ở Israel, chúng là loài được phép ăn

- Yahmur (thú có sừng): Tên gọi được người Ả Rập sử dụng một cách mơ hồ để nói về các loài thú có sừng như hươu nai và các loài linh dương sừng thẳng (المها)
- The'o (dê hoang-bò hoang): Theo truyền thống được dịch một cách mơ hồ. Trong Phục truyền luật lệ ký, theo truyền thống, nó được dịch là dê hoang, nhưng trong cùng một bản dịch được gọi là một con bò hoang nơi nó có mặt ở Deutero-Isaiah; những bầy linh dương đầu bò nằm ở đâu đó giữa những sinh vật này và được coi là có khả năng phù hợp với tên gọi này.
- Pygarg: Danh tính của loài vật này là không chắc chắn, nó thường được hiểu là một số dạng linh dương hoặc dê núi (ibex).
- Camelopardalis: danh tính của loài động vật này là không chắc chắn. Văn tự Masoretic gọi nó là một con ngựa vằn nhưng cụm từ Camelopardalis lại có nghĩa là con lạc đà và thậm chí có thể nói đến con hươu cao cổ (Ziraaha). Bản dịch truyền thống là sơn dương, nhưng sơn dương chưa bao giờ tồn tại tự nhiên ở Canaan và cũng không phải là con hươu cao cổ tự nhiên nào mà lại được tìm thấy ở Canaan, và do đó, loài Cừu Mouflon được coi là nhận dạng tốt nhất trong số còn lại.

Các đoạn Phục truyền đề cập đến việc không còn những con thú trên cạn là sạch sẽ hay ô uế, dường như cho thấy rằng tình trạng của những con thú sống trên mặt đất còn lại có thể được ngoại suy từ các quy tắc nhất định. Ngược lại, các luật lệ Lê-vi sau đó tiếp tục bổ sung rằng tất cả các loài bốn chân nhưng có móng vuốt nên được coi là ô uế (gồm chó, chó sói, mèo, sư tử, linh cẩu, gấu, v.v.). Do đó, các đoạn Leviticus bao gồm tất cả các động vật trên cạn lớn sống tự nhiên ở Canaan, ngoại trừ linh trưởng và họ nhà ngựa (ngựa, ngựa vằn, v.v.), không được đề cập ở Leviticus là sạch sẽ hoặc ô uế, mặc dù tầm quan trọng của chúng trong chiến tranh và đời sống cũng được hiện diện trong Leviticus.
Nhiều học giả Kinh Thánh tin rằng việc phân loại động vật được tạo ra để giải thích những điều cấm kỵ đã có từ trước. Bắt đầu với Saadia Gaon, một số nhà bình luận Do Thái bắt đầu giải thích những điều cấm kỵ này một cách hợp lý; Chính ông ta đã nói lên một lập luận tương tự như của đạo thờ vật tổ (tôtem), rằng các động vật ô uế đã được xem là như vậy bởi vì chúng được tôn sùng bởi các nền văn hóa khác. Do những khám phá tương đối gần đây về các nền văn hóa lân cận với người Israel, người ta đã có thể điều tra liệu các nguyên tắc như vậy có thể làm nền tảng cho một số luật lệ thực phẩm hay không.
Các linh mục Ai Cập sẽ chỉ ăn thịt của động vật móng guốc chẵn (lợn, lạc đà và động vật nhai lại) và tê giác. Giống như các linh mục Ai Cập, tu sĩ Vệ đà Ấn Độ (và có lẽ cả người Ba Tư) cũng cho phép thịt của tê giác và động vật nhai lại, mặc dù gia súc đã bị loại trừ khỏi điều này, vì chúng dường như bị cấm kỵ ở Ấn Độ Vệ Đà; song song với danh sách của người Do Thái, luật lệ ở Ấn Độ rõ ràng cấm ăn lạc đà và lợn nhà (nhưng không phải heo rừng). Tuy nhiên, không giống như các quy tắc của Kinh thánh, luật lệ Ấn Độ đã cho phép ăn thỏ rừng và nhím. Cũng có thể tìm thấy một lời giải thích mang tính sinh thái cho các quy tắc này. Nếu người ta tin rằng phong tục tôn giáo ít nhất được giải thích một phần bởi các điều kiện sinh thái mà tôn giáo phát triển, thì điều này cũng có thể giải thích cho nguồn gốc của các quy tắc này.
Thực hành hiện đại ngày nay cho thấy, ngoài việc đáp ứng các hạn chế theo quy định của Torah, còn có vấn đề về Masorah (truyền thống). Nói chung, động vật chỉ được phép ăn nếu có một Masorah đã được truyền lại từ các thế hệ trước cho thấy rõ rằng những con vật này được chấp nhận. Ví dụ, đã có cuộc tranh luận đáng sôi nổi về tình trạng thanh sạch của những con bò u (Zebu) và bò rừng giữa các nhà cầm quyền khi chúng lần đầu tiên được biết đến và có sẵn để ăn, thực tế những con bò u có nguồn gốc từ Ấn Độ và người Do Thái cổ đại có thể chưa từng được biết đến; Liên minh Chính thống cho phép người Do Thái được ăn bò rừng, như có thể được chứng thực bằng thực đơn của một số nhà hàng Kosher cao cấp hơn ở thành phố New York có phục vụ món này.

### Chim muông
Liên quan đến các loài chim muông, không có quy tắc chung nào được đưa ra, và thay vào đó, Leviticus 11: 13-19 và Phục truyền 14: 11-18 liệt kê rõ ràng các loài chim bị cấm và sẽ theo nguyên tắc loại suy. Trong Shulchan Aruch 3 Dấu hiệu được dành cho các loài chim Kosher. Ngoài ra nó cần không phải là một con chim săn mồi. Qua nhiều ghi chép, tất cả các biến thể này có nghĩa là hầu hết các bản dịch đến danh sách 20 loài chim. Văn tự Masoretic liệt kê các loài chim phải có các yếu tố như:
- Nesher: Rụng lông
- Peres: Xương mềm
- Ozniyah: nghĩa là mạnh mẽ
- Ra'ah/da'ah: Nhanh nhẹn
- Ayyah
- Orev
- Yaanah: Là con dơi, sống về đêm
- Tahmas: Biết gãi mặt
- Shahaf
- Netz
- Kos (cốc)
- Shalak
- Yanshuf: Xuất hiện lúc hoàng hôn
- Tinshemet

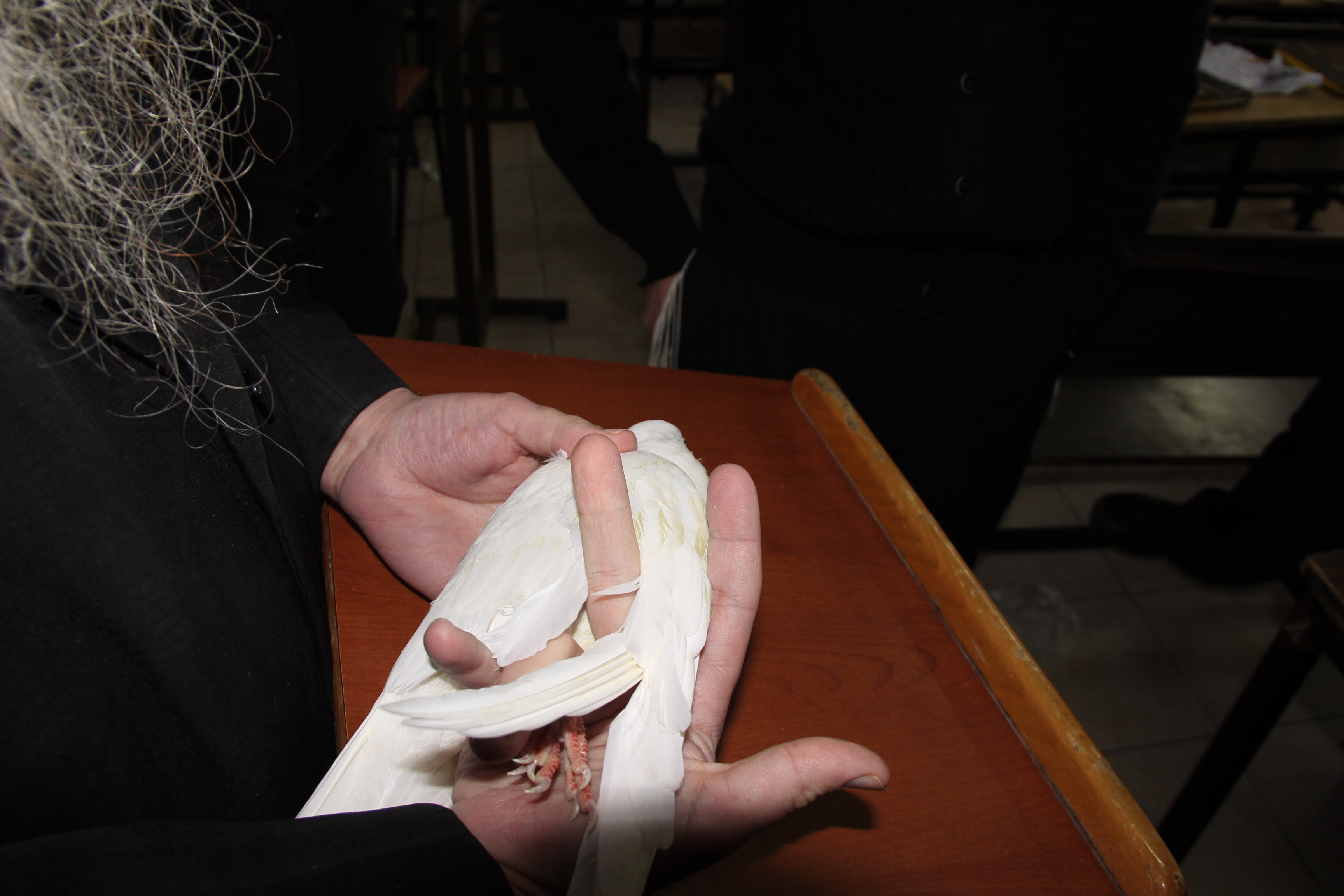
Chim bồ câu dùng để hiến tế và được phép ăn

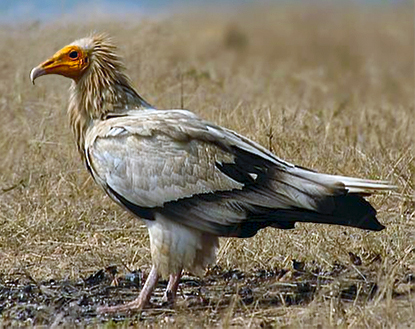
Kền kền là loài không được phép ăn

- Qa'at: Biến nôn ra thức ăn, ví dụ như con bồ nông
- Racham: Biết dịu dàng và tình cảm
- Hasidah: nghĩa là có đức tính hy sinh
- Anafah: Nghĩa là hơi hung hăng
- Dukifat
- Atalef
- Dayyah
- Qa'at xuất hiện trong Sách Zephaniah, nơi nó được miêu tả là làm tổ trên các cột của một thành phố đổ nát; Sách Ê-sai xác định nó sinh sống trong một vương quốc đầm lầy và hoang vắng.

Danh sách trong Phục truyền luật lệ ký có thêm một con chim là Dayyah, dường như là sự kết hợp giữa Da'ah và ayyah, và có thể là một lỗi ghi chép; Talmud coi nó như một bản sao của ayyah. Điều này và các thuật ngữ khác mơ hồ và khó dịch, nhưng có một vài mô tả thêm, về một số loài chim này, ở những nơi khác trong Kinh thánh: Ayyah được nhắc đến một lần nữa trong Sách Công việc, nơi nó được sử dụng để mô tả một con chim được phân biệt bởi tầm nhìn đặc biệt tốt của nó. Con dơi yaanah được Sách Ê-sai mô tả là sống ở những nơi hoang vắng, và Sách Mi-chê nói rằng nó phát ra tiếng kêu thảm thiết.
Các bản Septuagint là danh sách hữu ích hơn, vì trong hầu hết các trường hợp, những con chim này có thể được xác định rõ ràng. Mặc dù mười trong số những con chim đầu tiên được Septuagint xác định có vẻ phù hợp với các mô tả của Văn bản Masoretic là một ví dụ điển hình, nhưng sự tương ứng ít rõ ràng hơn đối với hầu hết các loài chim còn lại; việc cố gắng xác định sự tương ứng là có vấn đề; ví dụ, bồ nông có thể tương ứng với qa'at (loài biết nôn mữa), liên quan đến hành vi đặc trưng của bồ nông, nhưng nó cũng có thể tương ứng với kos (cốc), như một quan sát cái nọng của bồ nông.
Trong tiếng Ả Rập, kền kền Ai Cập thường được gọi là Rachami và do đó, một số bản dịch biến racham thành đại bàng Gier, tên cũ của loài kền kền Ai Cập. Biến thể phát sinh khi các bản dịch tuân theo các phiên bản cổ xưa khác của Kinh thánh, thay vì bản Septuagint, nơi chúng khác nhau. Thay vì kền kền có nghĩa là diều đỏ, trong lịch sử đã được gọi là Glede; tương tự, Syriac Peshitta có các loài cú chứ không phải là Lad. Các biến thể khác phát sinh từ việc cố gắng dịch các bản dịch cơ bản chủ yếu trên Văn bản Masoretic; những bản dịch này thường diễn giải một số loài chim mơ hồ hơn là nhiều loại kền kền và cú khác nhau.
Mặc dù được Kinh thánh liệt kê trong số các loài chim, nhưng dơi không phải là chim và thực tế là động vật có vú (lý do là Kinh thánh Do Thái phân biệt động vật thành bốn loại chung gồm thú trên cạn, động vật bay, sinh vật bò trên mặt đất và động vật sống trong nước - không theo phân loại khoa học hiện đại). Hầu hết các động vật còn lại trong danh sách là chim săn mồi hoặc chim sống trên mặt nước, và phần lớn những con sau trong danh sách cũng ăn cá hoặc hải sản khác. Phiên bản danh sách của Septuagint liệt kê một cách toàn diện hầu hết các loài chim Canaan rơi vào các loại này. Kết luận của các học giả hiện đại là nói chung, các loài chim ô uế là những con chim được quan sát rõ ràng là có thể ăn các động vật khác. Mặc dù nó coi tất cả các loài chim săn mồi đều bị cấm, Talmud không chắc chắn có quy tắc chung, và thay vào đó đưa ra các mô tả chi tiết về các đặc điểm phân biệt một con chim là thanh sạch theo nghi thức.
Những giải thích hợp lý sớm nhất về các luật chống lại việc cho phép ăn một số loài chim tập trung vào các diễn giải mang tính biểu tượng; dấu hiệu đầu tiên của quan điểm này có thể được tìm thấy trong Thư Aristeas thế kỷ 1 trước Công nguyên, lập luận rằng sự cấm đoán này là một bài học để dạy công lý, và cũng là về việc không làm tổn thương những sinh vật khác. Những lời giải thích ngụ ngôn như vậy đã bị bỏ qua bởi hầu hết các nhà thần học Do Thái và Kitô giáo sau một vài thế kỷ, và các nhà văn sau đó thay vào đó tìm cách giải thích y học cho các quy tắc; Nachmanides, tuyên bố rằng máu đen và dày của chim săn mồi sẽ gây ra tai hại tâm lý, khiến con người có xu hướng tàn ác hơn nhiều.
Tuy nhiên, các nền văn hóa khác coi thịt của một số loài chim ăn thịt là có lợi ích về mặt y tế, người La Mã xem thịt cú là có thể làm giảm cơn đau do côn trùng cắn. Ngược lại, các nghiên cứu khoa học hiện đại đã phát hiện ra những loài chim rất độc như Pitohui, chúng không phải là chim săn mồi hay chim nước, và do đó, các quy định của Kinh thánh cho phép chúng ăn. Luật chống ăn thịt bất kỳ loài chim ăn thịt nào cũng tồn tại ở Vees Ấn Độ và Harranvà các linh mục Ai Cập cũng từ chối ăn các loài chim ăn thịt.

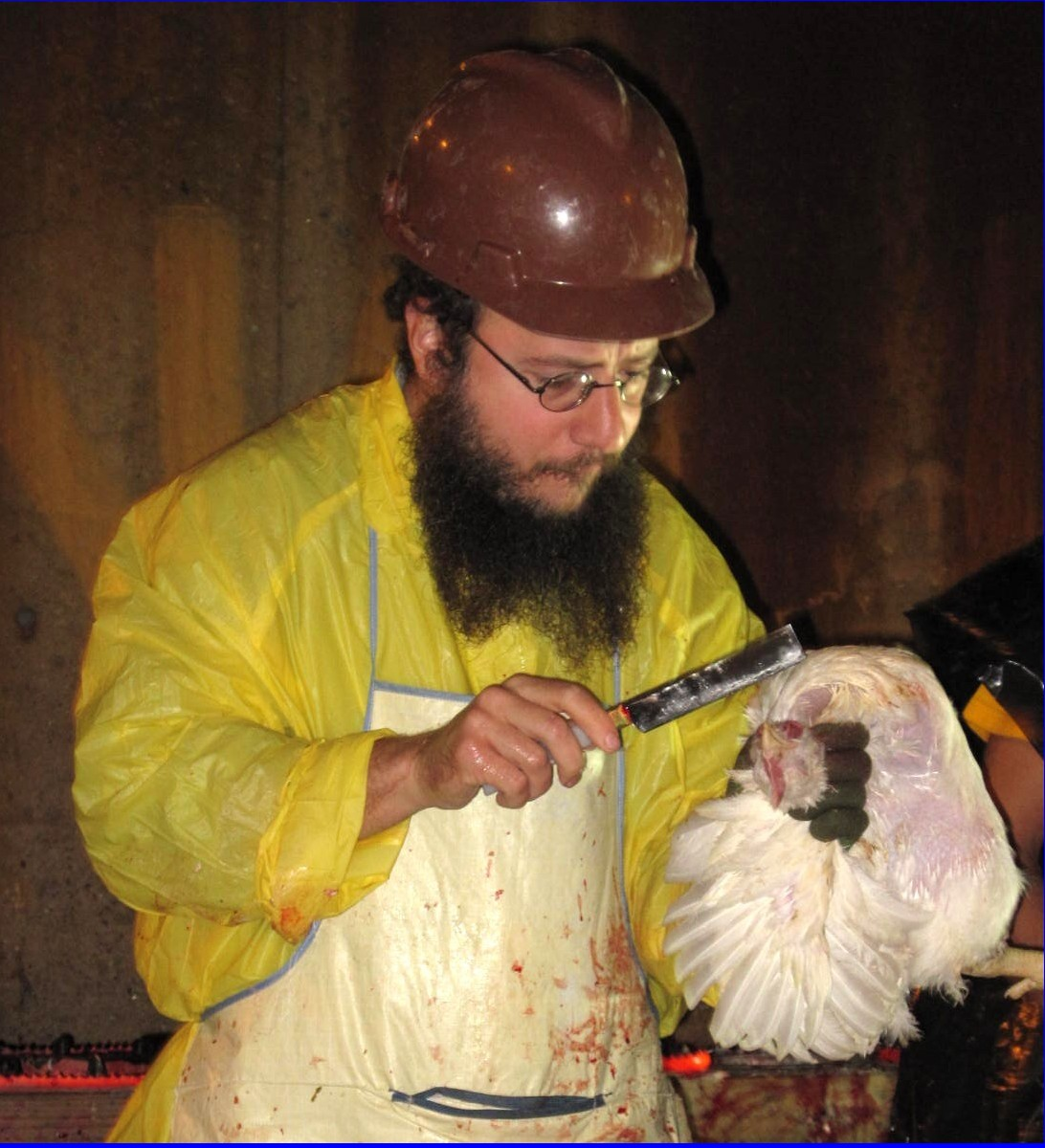
Sư phụ người Do Thái giết mổ gà cúng bằng cách cắt cổ một con gà cúng

Do khó khăn trong việc xác định, các nhà chức trách tôn giáo đã hạn chế tiêu thụ đối với các loài chim cụ thể mà người Do Thái đã truyền lại một truyền thống cho phép từ thế hệ này sang thế hệ khác. Những loài chim đã có truyền thống về loài thanh sạch của chúng bao gồm:
- Gà (sau này còn gồm cả gà tây)
- Vịt
- Ngỗng
- Gà gô sa mạc (Alectoris chukar)
- Gà so đá (Alectoris graeca)
- Trĩ đỏ
- Cút thường
- Cút nhà
- Gà so xám
- Sẻ nhà
- Chim bồ câu đá (Gầm ghì đá)
- Chim bồ câu rùa (Streptopelia)

Gà tây dù không được biết đến trong truyền thống, nhưng vì rất nhiều người Do Thái Chính thống đã đến ăn nó và nó sở hữu simanim (dấu hiệu) cần thiết để biến nó thành một con chim kosher, một ngoại lệ được tạo ra, nhưng với tất cả các loài chim khác là một masorah bắt buộc. Chim biết hót được ăn như món ngon trong nhiều xã hội, về lý thuyết có thể là Kosher, nhưng không được ăn trong nhà vì không có truyền thống được ăn như vậy. Chim bồ câu được biết đến là kosher dựa trên tình trạng cho phép của chúng là lễ vật hiến tế trong Đền thờ Jerusalem. Liên minh Chính thống Hoa Kỳ cho rằng cả chim công và gà lôi đều không phải là chim thanh sạch vì nó không nhận được lời khai về sự cho phép của một trong hai loài chim này. Trong trường hợp của thiên nga, không có truyền thống rõ ràng về việc ăn chúng.
Theo nguyên tắc chung, các loài chim ăn xác thối như kền kền và chim săn mồi như diều hâu và đại bàng (loài ăn thịt một cách cơ hội) là loài ô uế. Không giống như các sinh vật trên cạn và cá, Torah không đưa ra các dấu hiệu để xác định chim kosher; thay vào đó, nó đưa ra một danh sách các loài chim không thanh sạch, Talmud cũng đưa ra các dấu hiệu để xác định xem một con chim có thanh tịnh hơn hay không. Nếu một con chim giết động vật khác để lấy thức ăn, ăn thịt hoặc là một loài chim nguy hiểm, thì không phải là Kosher, một loài chim săn mồi không thích hợp để ăn, những kẻ săn mồi như đại bàng, diều hâu, cú và các loài chim săn mồi khác không phải là Kosher, kền kền và các loài chim ăn xác thối khác cũng không phải là Kosher. Những con quạ và họ hàng nhà quạ như chim chích chòe và quạ không phải là Kosher. Những con cò, chim bói cá, chim cánh cụt và các loài chim ăn cá khác không phải là Kosher.

### Vật dưới nước

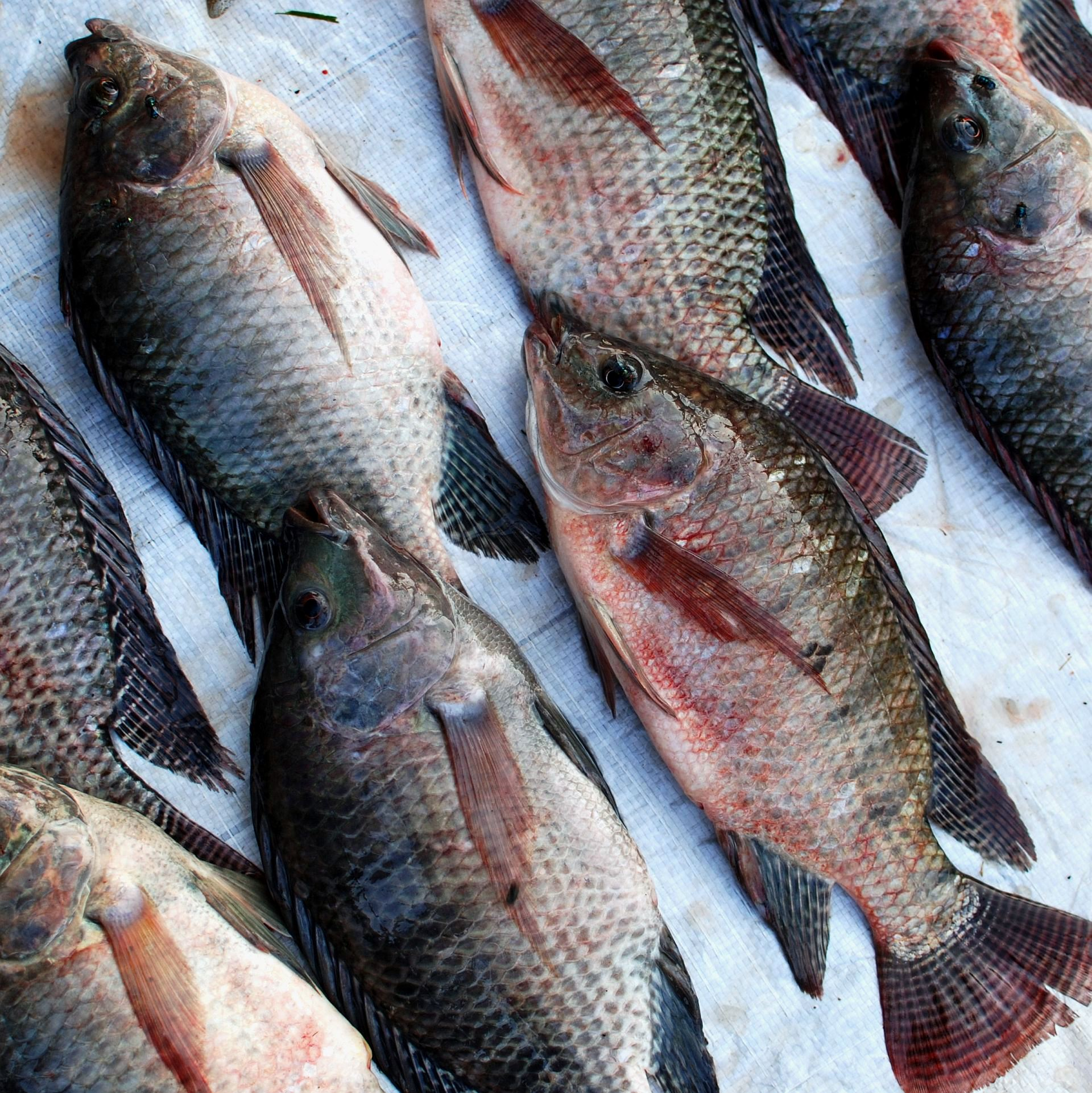
Cá rô là loài vật Kosher dưới nước điển hình, chúng có vây và có vảy

Leviticus 11:9-12 và Phục truyền 14:9-10 đều nói rõ rằng bất cứ thứ gì sống trong "vùng biển" (mà Leviticus có nhắc đến là biển và sông) đều sạch sẽ nếu có cả vây và vảy, trái ngược với bất cứ thứ gì sống trong vùng nước mà lại không có vây, lại cũng không có vảy. Các quy tắc này hạn chế các loài hải sản cho phép ăn đối với cá theo kiểu điển hình nhưng cấm các hình thức khác thường như lươn, cá mút đá, Myxinidae, và lăng quăng. Ngoài ra, các quy tắc này loại trừ các sinh vật biển không phải cá, chẳng hạn như động vật giáp xác (tôm hùm, cua, tôm, tôm nhỏ, hà....), động vật thân mềm (mực, bạch tuộc, hàu, ốc mỡ, v.v.), hải sâm, tức dưa chuột biển và sứa. Các sinh vật khác sống ở biển và sông sẽ bị cấm theo quy định, nhưng thường không được coi là hải sản, bao gồm các loài trong bộ cá voi (như cá heo, cá voi), cá sấu, rùa biển, rắn biển, và tất cả động vật lưỡng cư.
Cá mập đôi khi được coi là một trong những thực phẩm không sạch sẽ theo nghi thức theo các quy định này, vì chúng dường như có một lớp da bóng mịn, tuy nhiên, cá mập có vảy. Cá tầm đôi khi cũng được bao gồm trong số các thực phẩm không tinh khiết, vì bề mặt của chúng được bao phủ bởi các vảy. Sau này, thuật ngữ vảy được giải thích theo truyền thống theo đề xuất của Nahmanides rằng Qasqeseth (vảy) phải đề cập cụ thể đến các vảy có thể tách ra, bằng tay hoặc bằng dao, mà không làm rách da. Thuật ngữ Vây theo truyền thống đã được hiểu là đề cập đến vây mờ. Mishnah tuyên bố rằng tất cả các loài cá có vảy cũng sẽ có vây, nhưng điều ngược lại không phải lúc nào cũng đúng. Đối với trường hợp thứ hai, Talmud lập luận rằng cá thanh sạch có cột sống riêng biệt và mặt phẳng, trong khi cá không sạch sẽ không có cột sống và có đầu nhọn, do đó cá mập và cá tầm (và các loài liên quan) sẽ là loài ô uế.
Tuy nhiên, Aaron Chorin, một giáo sĩ và nhà cải cách nổi tiếng thế kỷ 19, trên cơ sở những nghiên cứu giải phẫu động vật học thời hiện đại đã tuyên bố rằng cá tầm thực sự là loài thanh sạch thuần túy, và do đó được phép ăn. Nhiều giáo sĩ bảo thủ hiện nay xem những con cá đặc biệt này là thực phẩm Kosher, nhưng hầu hết các giáo sĩ Chính thống thì không. Vấn đề ăn hay không ăn cá tầm là đặc biệt quan trọng vì hầu hết trứng cá muối bao gồm trứng cá tầm là các sản phẩm xa xỉ và được ưa chuộng và do đó không thể là thực phẩm Kosher nếu bản thân cá tầm không thuộc loài thanh sạch. Trứng cá muối có nguồn gốc từ cá tầm không được phép ăn bởi một số người Do Thái khắt khe trong vấn đề Kosher vì cá tầm có vảy. Nếu trứng cá muối là Kosher thì trứng cá hồi cũng sẽ là Kosher.
Nahmanides tin rằng những hạn chế đối với một số loài cá cũng giải quyết các mối lo ngại về sức khỏe, cho rằng cá có vây và vảy (và do đó sạch sẽ) thường sống ở vùng nước nông hơn so với những loài không có vây hoặc vảy (ví dụ những loài không không thanh sạch), và do đó sau đó chúng sẽ sống lạnh hơn và ẩm hơn, những phẩm chất mà ông tin rằng đã làm cho thịt của chúng trở nên độc hại. Nhận thức học thuật là sự bắt bẻ tự nhiên từ loài cá "kỳ dị" là một yếu tố quan trọng trong nguồn gốc của những hạn chế kiêng khem. Tôn giáo Vệ đà Ấn Độ (và có lẽ cũng là người Ba Tư) thể hiện sự ghê tởm đó, nói chung là cho phép ăn cá, nhưng cấm ăn các loại cá "trông kỳ dị" và cá ăn thịt, ở Ai Cập, một nền văn hóa quan trọng và có ảnh hưởng gần với người Israel, các vị tư tế sẽ tránh hoàn toàn tất cả các loài cá.

### Vật bò trườn
Leviticus 11: 42-43 chỉ đích danh rằng bất cứ điều gì "nằm trên bụng của nó, và bất cứ làm điều gì diễn ra trên tất cả bốn chân, hoặc bất cứ điều gì có nhiều chân, bất kỳ thứ gì bò trườn trên mặt đất, thì sẽ không được ăn, vì chúng đáng ghê rợn" (tiếng Do Thái: Sheqets). Trước khi tuyên bố điều này, nó chỉ ra tám "điều đáng sợ" đặc biệt là loài ô uế trong Leviticus 11: 29-30. Giống như nhiều danh sách động vật khác trong Kinh Thánh, danh tính chính xác của các sinh vật trong danh sách là không chắc chắn; chẳng hạn, triết gia thời trung cổ và Rabbi, Saadia Gaon, đưa ra một lời giải thích có phần khác nhau cho mỗi trong số tám "điều đáng sợ". Văn tự Masoretic đặt tên cho chúng như sau:
- Holed: Sách Talmud mô tả nó như một động vật săn mồi đang chui xuống lòng đất.
- Akhbar: Trong tiếng Ả Rập dùng để chỉ jerjer (جربوع/jarbūʻ) tức những con chuột nhảy sa mạc.
- Tzab: Talmud mô tả nó giống với kỳ nhông.
- Anaqah: Thuật ngữ tiếng Hê-bơ-rơ này có nghĩa đen là tiếng rên rỉ, và do đó, một số học giả tin rằng nó đề cập đến một con tắc kè vì nó hay tạo ra âm thanh chói tai đặc biệt.
- Ko'ah: Chưa rõ đề cập chính xác về điều gì.
- Leta'ah: Talmud mô tả nó như bị tê liệt bởi sức nóng nhưng sẽ được hồi sinh khi có nước và nói rằng đuôi của nó di chuyển khi bị cắt, điều này liên tưởng đến con thằn lằn
- Homet: Chưa rõ danh tính cụ thể
- Tinshemet: Thuật ngữ này cũng xuất hiện trong danh sách các loài chim

Phiên bản Septuagint của danh sách dường như không song song trực tiếp với Masoretic và được cho là được liệt kê theo một thứ tự khác. Nó liệt kê tám thứ như:
- Galei (chồn): một thuật ngữ chung bao gồm các loài chồn gồm chồn và triết, tất cả đều là động vật săn mồi và thường thích chui xuống hang để ở hoặc bắt con mồi, loài này ứng với loài Holed.
- Mus: Con chuột.
- Krokodelos-chersaios: Nghĩa là một con cá sấu đất, được cho là đề cập đến kỳ đà, một loài thằn lằn rất lớn có ngoại hình hơi giống cá sấu nhưng sống trên cạn.
- Mygale: Chuột chù
- Chamaileon tức tắc kè hoa vì con tắc kè hoa tự phồng diềm lên và há miệng khi bị đe dọa
- Chalabote: Một thuật ngữ bắt nguồn từ chala có nghĩa là đá/móng vuốt, và do đó có lẽ là thằn lằn núi hay bám vào tường
- Saura: Các loài thằn lằn nói chung, có thể ở đây là Họ Thằn lằn bóng vì nó là nhóm thằn lằn lớn còn lại.
- Aspalax: Chuột chũi, hoặc chuột dúi.
- Giun đất, rắn, bọ cạp, bọ cánh cứng, rết và tất cả các sinh vật bò trườn trên mặt đất không phải là loài thanh sạch (Kosher).
- Giun, ốc sên và hầu hết các động vật không xương sống không phải là Kosher.
- Tất cả các loài bò sát, tất cả động vật lưỡng cư và côn trùng ngoại trừ bốn loại châu chấu đều không Kosher.

### Côn trùng bay
Châu chấu là côn trùng duy nhất được chế biến thành món ăn theo luật Do Thái. Theo Torah (pháp điển của đạo Do Thái), có bốn loại châu chấu có thể ăn được là châu chấu đen, vàng, xám đốm và trắng. Người ta không rõ tại sao đạo Do Thái chỉ cho phép ăn châu chấu nhưng mọi loại côn trùng khác bị cấm. Một số học giả người Do Thái cho rằng lý do có thể là giúp cho con người sống còn trước nạn dịch châu chấu phá hoại mùa màng. Nhưng cũng có một số người Do Thái không chấp nhận dùng châu chấu làm thực phẩm để nuôi sống con người. Châu chấu cũng được coi là thực phẩm theo luật Hồi giáo. Châu chấu cũng được dùng làm thức ăn nuôi các loài bò sát trong các vườn thú trên thế giới.
Leviticus tiếp tục liệt kê bốn trường hợp ngoại lệ, mà Phục truyền luật lệ ký không có. Tất cả các trường hợp ngoại lệ này được mô tả bởi các đoạn văn quan trọng là "đi bằng cả bốn chân" và có "hai chân trên chân:" cho mục đích bật nhảy. Danh tính của bốn sinh vật trong danh sách các quy tắc Lê-vi được đặt tên trong Văn bản Masoretic sử dụng các từ có ý nghĩa không chắc chắn, gồm:

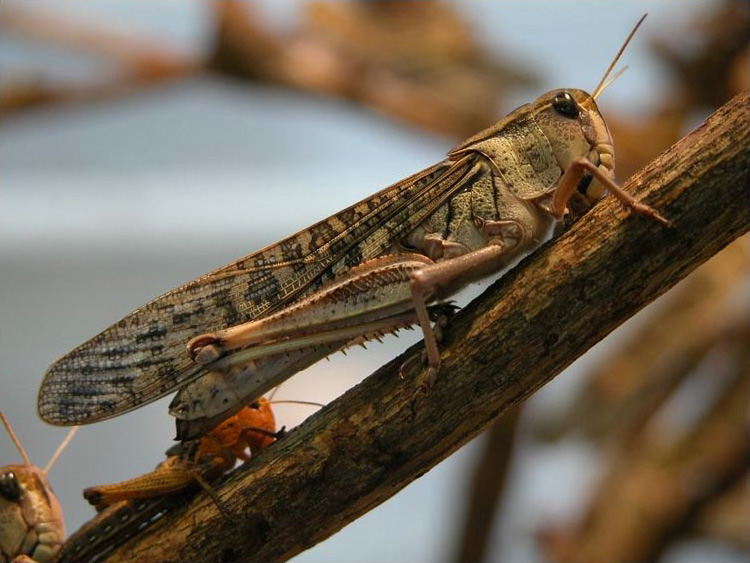
Châu chấu là loài được phép ăn

- Arbeh (từ tiếng Hê-bơ-rơ có nghĩa đen là bật tung lên): Septuagint gọi nó là brouchos, đề cập đến một con châu chấu không cánh, một số học giả cho rằng arbeh thực sự phải là châu chấu di cư.
- Sol'am (thuật ngữ tiếng Do Thái có nghĩa đen là "người nuốt"): Septuagint gọi nó là một attacos, ý nghĩa của nó hiện không chắc chắn. Talmud mô tả nó có một cái đầu dài bị hói ở phía trước, vì lý do một số bản dịch tiếng Anh gọi nó là một con châu chấu hói (một thuật ngữ mơ hồ); nhiều học giả hiện đại tin rằng nó chính là Acrida (trước đây gọi là Tryxalis) tức là họ Acrididae, vì nó được phân biệt bởi cái đầu rất dài của nó.
- Hargol: (thuật ngữ tiếng Hê-bơ-rơ có nghĩa đen là strafer (tức là, [cái đó] chạy sang phải hoặc sang trái). Septuagint gọi nó là ophi gastos, nghĩa đen là "đấu sĩ rắn"; Talmud mô tả nó có đuôi. Talmud cũng nói rằng nó có những quả trứng lớn, được biến thành bùa hộ mệnh. Điều này trong lịch sử đã được dịch ra như là bọ cánh cứng, nhưng từ thế kỷ 19, loài dế đã được coi là có khả năng phù hợp hơn.
- Hagab: Từ này có nghĩa đen là "người lái", ngụ ý rằng chúng đặc biệt nhỏ. Septuagint gọi nó là akrida, và nó thường được dịch là châu chấu.

Người Mishnah lập luận rằng những con cào cào sạch sẽ có thể được phân biệt vì tất cả chúng đều có bốn chân, nhảy với hai trong số chúng và có bốn cánh có kích thước đủ để bao phủ toàn bộ cơ thể của châu chấu. Người Mishnah cũng tiếp tục tuyên bố rằng bất kỳ loài châu chấu nào chỉ có thể được coi là sạch nếu có một truyền thống đáng tin cậy là như vậy. Nhóm người Do Thái duy nhất tiếp tục duy trì truyền thống như vậy là người Do Thái ở Yemen, người sử dụng thuật ngữ "châu chấu kosher" để mô tả các loài châu chấu cụ thể mà họ tin là kosher, tất cả đều có nguồn gốc từ bán đảo Ả Rập. Do những khó khăn trong việc thiết lập tính hợp lệ của các truyền thống như vậy, các nhà cầm quyền sau này đã cấm tiếp xúc với tất cả các loại châu chấu để đảm bảo tránh được cào cào không sạch sẽ.

## Loài ô uế

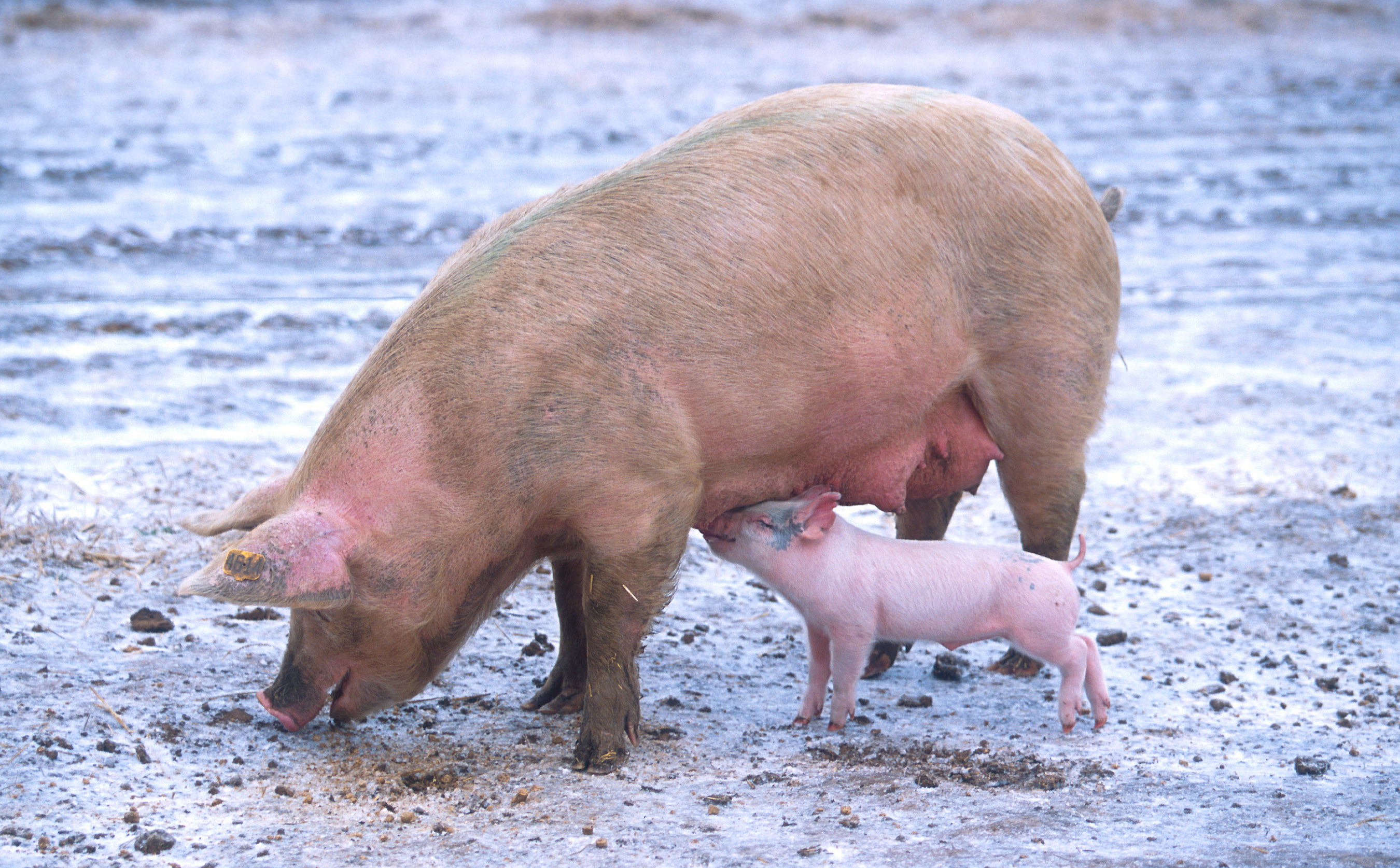
Lợn được xem là loài ô uế

Động vật có vú yêu cầu phải có những đặc điểm xác định (có móng chẻ và nhai lại), trong khi các loài chim đa số là ăn được chỉ trừ một vài loài. Tất cả các động vật không xương sống đều không phải là thực phẩm kosher trừ một số loài châu chấu, mà hầu hết các cộng đồng đều thiếu một truyền thống rõ ràng. Không có loài bò sát hay lưỡng cư nào là kosher. Bốn loại động vật được xác định cụ thể là bị cấm vì lý do thiếu một trong các yếu tố nhai lại và móng chẻ là Thỏ đồng, Bộ Đa man, lạc đà, và con heo – mặc dù con lạc đà thì có hai móng, và con Thỏ đồng và Bộ Đa man thuộc loại tiêu hóa lên men trong dạ dày (hindgut fermentation) hơn là Động vật nhai lại..
Thánh kinh Torah của người Do Thái liệt kê các sinh vật có cánh có thể không được ăn, chủ yếu là Chim săn mồi, con chim ăn cá, và con dơi và côn trùng có cánh  tất cả côn trùng mà có tứ chân. Lề luật chế độ ăn uống của người Do Thái có thể được phá lệ trong trường hợp khẩn cấp liên quan đến tính mạng khi sức khỏe con người đang trong tình trạng nguy hiểm. Ví dụ là chuyện ấy được cho phép để cho một bệnh nhân ăn thực phẩm không kosher nếu điều ấy là cần thiết để phục hồi sức khỏe, hoặc khi một người nào đó sẽ chết đói nếu không tiêu thụ các loại thức phẩm không phải là thức ăn kosher.
Những thực phẩm bị cấm có nguồn gốc từ kinh sách bao gồm:
- Chim muông không thuộc Kosher (dựa trên Sách Lêvi 11:3-8 và Phục Truyền Luật Lệ 14:3-21:
- Nevelah: thịt của những động vật Kosher mà không được giết mổ tuân theo những luật shechita. Việc cấm này bao gồm cả những động vật bị giết mổ bởi những người không phải là người Do Thái.[26]
- Terefah (bị thương): một con vật bị khiếm khuyết đáng kể hoặc bị thương, chẳng hạn như bị gãy xương hoặc bị các chứng dính phổi đặc trưng.

Cả hai tài liệu liệt kê rõ ràng bốn động vật là không tinh khiết và thanh sạch:
- Lạc đà, nhai lại mà không có móng chẻ. Lạc đà thực sự là cả động vật móng guốc và động vật nhai lại, mặc dù đôi chân của chúng không có móng, thay vào đó là hai ngón chân với một miếng đệm. Tương tự như vậy, mặc dù kinh thánh miêu tả chúng là động vật nhai lại
- Ngân thử (שפן/Shaphan/Hyrax) tức là loài Procavia capensis chúng là loài nhai lại mà không có móng guốc.
- Thỏ rừng là loài nhai lại mà không có móng guốc.
- Con lợn dù nó có móng guốc nhưng mà không nhai lại
- Phục truyền luật lệ ký 14:19 chỉ định rằng tất cả "những thứ leo trèo biết bay" sẽ bị coi là ô uế và Leviticus 11:20 đi xa hơn, mô tả tất cả những thứ bay lơ lửng như là sự bẩn thỉu.